# Pierre-Fouret
La Pierre-Fouret, appelée aussi Pierre du Fourey ou menhir de Gency ou Palet de Gargantua, est située sur la commune de Cergy dans le département du Val-d'Oise. 

## Historique
Le menhir est mentionné dans un censier de Cergy au XVe siècle sous le nom de Pierre des Sarrazins. Il est classé monument historique depuis 1889.

## Description
Le menhir est constitué d'une dalle de grès tendre bartonien en forme de disque de 3,80 m de hauteur et d'une largeur maximale de 5,40 m avec une épaisseur moyenne d'environ 0,50 m. Selon Amédée de Caix de Saint-Aymour, le menhir fut endommagé au XIXe siècle dans son angle nord-est par des carriers qui voulurent le transformer en pavés mais y renoncèrent en raison de la dureté insuffisante de la pierre.

## Folklore
Le folklore local a attribué cette pierre à Gargantua et selon la légende, la pierre pousse chaque année.